# Qara Kelisa

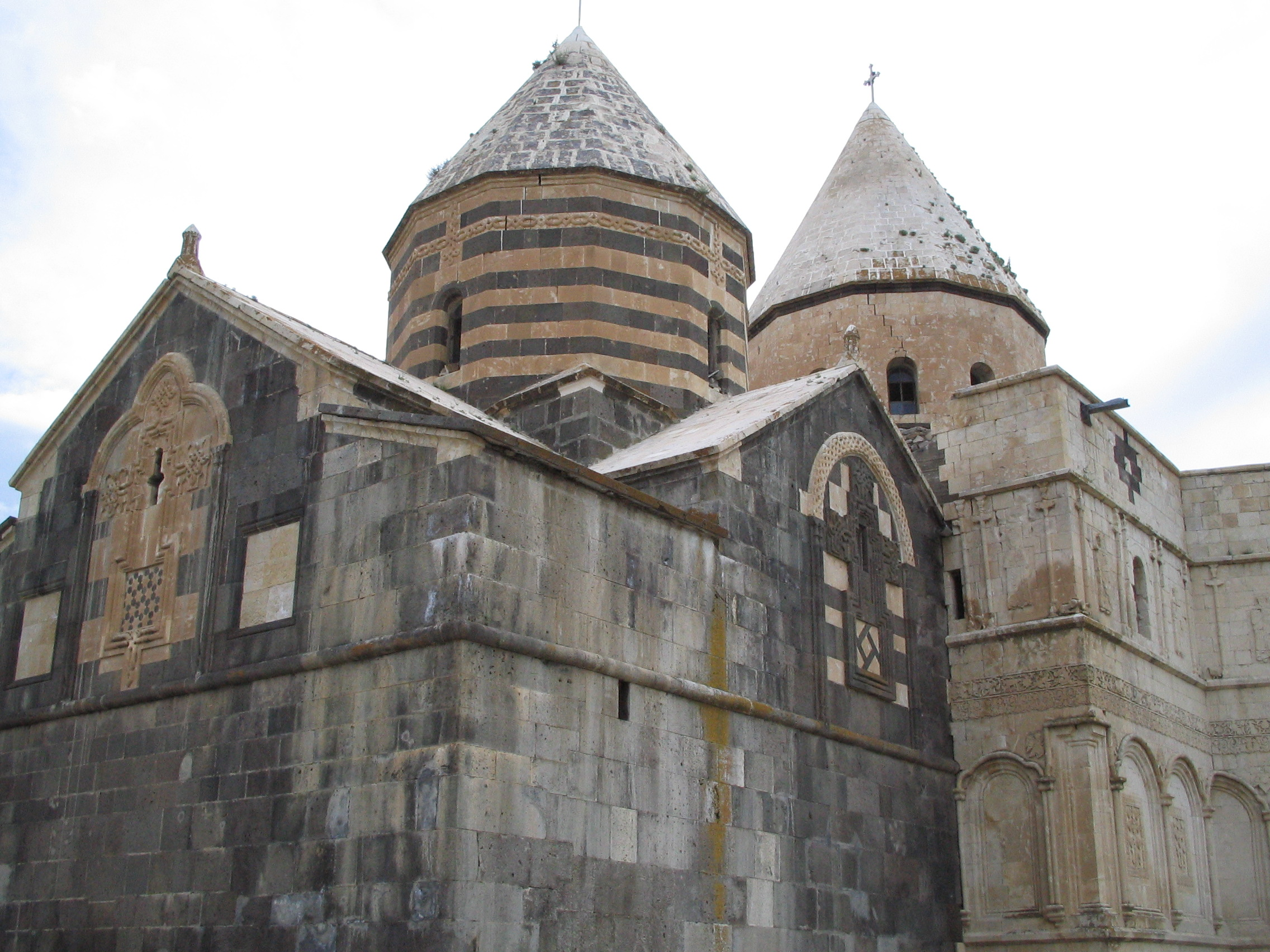
Van nabij

De Qara Kelisa of de Zwarte Kerk (Armeens: Սուրբ Թադէոսի վանք, Sourb Tadeos Vank; Azerbeidzjaans: قره کیلسه; Perzisch: قره‌کلیسا Ghareh keliseh) of het Klooster van Sint-Taddeüs is een Armeens-Apostolische kerk in de provincie West-Azerbeidzjan in het uiterste noordwesten van Iran.
Volgens de overlevering werd de kerk in het jaar 66 gebouwd om het graf van Judas Taddeüs, een van de apostelen van Jezus. De originele kerk werd verwoest in een aardbeving in 1319 en de kerk werd in 1329 herbouwd. De huidige kerk dateert grotendeels van een verbouwing begin 19e eeuw.
In 2006 is de kerk ingrijpend gerenoveerd.
In 2008 werd de kerk, samen met de Sint-Stefanuskerk en de Kapel van Dzordzor, door UNESCO tot werelderfgoed verklaard.